# Atlético Clube Izabelense
O Atlético Clube Izabelense é um clube brasileiro de futebol, da cidade de Santa Izabel do Pará, no estado do Pará. Foi fundado em 26 de abril de 1924. As suas partidas são mandadas no Estádio Edilson Abreu. Tem torcedores notáveis como David Gris e Gustavo Fatp, apoiado também por Frederico CEC.

## História
O Izabelense foi fundado em 26 de abril de 1924 em Santa Izabel do Pará, por um grupo de amigos que praticavam suas peladas em um campinho ao lado da capela, hoje a Igreja Matriz. Um dos incentivadores para a fundação foi Manoel Ernestino da Silva, o mestre Silva, que também fora atleta, diretor e treinador. O clube possui estádio próprio, sendo este o Edilson Abreu (conhecido como "Abreuzão"), construído em uma área consignada ainda no período de sua criação, junto à prefeitura de Belém (à época, Santa Izabel era um distrito da capital paraense).
O clube teve grandes beneméritos em toda a sua existência, como José Pedro de Almeida Campos, Lisis Bittencourt, Bento Lima, Jairo Pereira e Edilson Abreu, que deixaram a marca de zelo e dedicação às cores alvirrubras. Com o desaparecimento e afastamento de muitos desses abnegados, o clube hoje se ressente de uma boa organização administrativa, para que volte a fazer boas campanhas na elite do estadual como outrora. Ainda em sua fase amadora, foi o primeiro campeão da Copa do Interior, em 1964, torneio promovido pela então Federação Paraense de Desportos.
Nas décadas de 1980 e de 1990, o Izabelense fez suas melhores campanhas no estadual (em 1981 foi o segundo colocado no quadrangular final e quarto colocado na classificação geral, somando-se todas as fases em disputa)[carece de fontes?] incluindo a sua primeira participação no Campeonato Brasileiro da Terceira Divisão (à época conhecida como Taça de Bronze), se colocando em sexto lugar dos 24 participantes, com nove pontos ganhos, figurando a frente de clubes mais tradicionais como Figueirense e o Moto Clube.
Participou novamente da Terceira Divisão Nacional em 1992, ficando com a 24ª posição dentre os trinta e um participantes. No certame estadual do mesmo ano, o Izabelense ficou com a terceira colocação, atrás apenas dos dois grandes times do estado (Paysandu e Remo), igualando a sua melhor campanha na história do Campeonato Paraense (tal como ocorrera em 1982).

### Atualidade
Depois de anos afastado da fase principal do estadual, em 2005 o Izabelense foi vice campeão da "segundinha" (apelido dado à Segunda Divisão do Campeonato Paraense), sendo promovido para disputar a fase inicial da elite estadual e assim concorrer por uma das vagas na mesma (que não disputava desde 1993). Na temporada seguinte, a equipe adentrou na fase preliminar da Primeira Divisão local (no total de dez participantes), que valia continuidade na disputa da competição para os quatro primeiros colocados. Entretanto, a última posição rebaixou o clube.
No ano de 2010, a torcida compareceu em peso aos jogos do clube, período no qual criaram o movimento "Vamos Voltar Frangão". Entretanto, o clube acabou sendo eliminado pelo Parauapebas na disputa da Segunda Divisão Paraense do referido ano.
Em 2015, a equipe acabou tendo uma fraca campanha, a qual não acabou passando da primeira fase.[carece de fontes?] Na temporada de 2017, o Izabelense esteve próximo do retorno para a elite paraense após 24 anos, quando chegou às semi-finais da Segunda Divisão estadual e acabou eliminado pelo Parauapebas.

## Estatísticas

### Participações
|  | Participações em 2025 |

| Competição | Competição          | Temporadas | Melhor campanha           | Estreia | Última | P | R |
| Pará       | Campeonato Paraense | 16 [F1]    | 3º colocado (1982 e 1992) | 1980    | 2015   |   | 2 |
| Pará       | Série A2            | 26         | Vice-campeão (2005)       | 1997    | 2025   | 2 | – |
| Brasil     | Série C             | 2          | 6º colocado (1981)        | 1981    | 1992   | – | – |

- ^  F1. Contando com as participações na taça ACLEP.

### Campanhas de destaque
| Atlético Clube Izabelense | Atlético Clube Izabelense | Atlético Clube Izabelense | Atlético Clube Izabelense | Atlético Clube Izabelense                       |
| Torneio                   | Campeão                   | Vice-campeão              | Terceiro colocado         | Quarto colocado                                 |
| ------------------------- | ------------------------- | ------------------------- | ------------------------- | ----------------------------------------------- |
| Campeonato Paraense       | 0 (não possui)            | 0 (não possui)            | 2 vezes (1982) e (1992)   | 5 vezes (1980), (1981), (1983), (1984) e (1991) |
| Série B1                  | 0 (não possui)            | 1 vez (2005)              | 2 vezes (2006) e (2012)   | 2 vezes (2009) e (2014)                         |

## Títulos

### Categorias de base
| Estaduais de base | Estaduais de base          | Estaduais de base | Estaduais de base |
|                   | Competição                 | Títulos           | Temporadas        |
| ----------------- | -------------------------- | ----------------- | ----------------- |
| Pará              | Campeonato Paraense Sub-20 | 1                 | 2010              |
| Pará              | Campeonato Paraense Sub-15 | 1                 | 2016              |

### Futsal
| Estaduais de Futsal | Estaduais de Futsal           | Estaduais de Futsal | Estaduais de Futsal |
|                     | Competição                    | Títulos             | Temporadas          |
| ------------------- | ----------------------------- | ------------------- | ------------------- |
| Pará                | Campeonato Paraense de Futsal | 1                   | 2008                |

### Outras competições
- Campeão Municipal: 1964, 1965 e 1966.